# Хилдбургхаузен
Хилдбургхаузен (њем. Hildburghausen) град је у њемачкој савезној држави Тирингија. Једно је од 43 општинска средишта округа Хилдбургхаузен. Према процјени из 2010. у граду је живјело 12.016 становника. Посједује регионалну шифру (AGS) 16069024.

## Географски и демографски подаци
Хилдбургхаузен се налази у савезној држави Тирингија у округу Хилдбургхаузен. Град се налази на надморској висини од 380 метара. Површина општине износи 72,9 km². У самом граду је, према процјени из 2010. године, живјело 12.016 становника. Просјечна густина становништва износи 165 становника/km².

## Међународна сарадња
| Мјесто | Држава    | Врста сарадње | Од    |
| ------ | --------- | ------------- | ----- |
|        | Француска | контакт       | 2000. |
|        | Чешка     | контакт       | 2000. |
| Извор  |           |               |       |